# Das Ende vom Anfang (Album)
Das Ende vom Anfang ist das neunte Studioalbum des deutschen Hip-Hop-Duos 257ers. Es erschien am 8. April 2022 über das Düsseldorfer Label Selfmade Records und das zu Sony Music gehörende Label Gold League. Es ist die letzte Veröffentlichung der 257ers bei Selfmade Records.

## Produktion
Der Musikproduzent Barsky produzierte mit zehn von zwölf Titeln einen Großteil des Albums. An der Musik zu je fünf Liedern waren Voddi und Tilia beteiligt.

## Covergestaltung
Das Albumcover ist an die Zeichentrickserie CatDog angelehnt. Es zeigt einen Hund und eine Katze mit hervorstehenden Augen, die in einen Kampf verwickelt sind und sich unter anderem an der Zunge ziehen. Die Katze trägt dabei das T-Shirt der Titelfigur der Serie Rockos modernes Leben. Im oberen Teil des Covers steht in einer an die Cartoonserie Die Ren & Stimpy Show erinnernden Schriftart das bunte Logo ZweiFünfSiebeners, während sich der Titel Das Ende vom Anfang unten im Bild befindet. Ebenfalls am unteren Bildrand befindet sich – in Anlehnung an das orangefarbene klecksförmige Logo des TV-Senders Nickelodeon – ein gelber Farbklecks, in dem sich nochmals das Bandlogo befindet. Der Hintergrund ist in Beige gehalten.

## Titelliste
| #  | Titel                    | Produzent            | Länge |
| -- | ------------------------ | -------------------- | ----- |
| 1  | Alarm                    | Tilia, Barsky, Voddi | 3:04  |
| 2  | Cringe Shit              | Barsky, Voddi        | 2:32  |
| 3  | Eichhörnchenschweif      | Tilia, Barsky        | 2:34  |
| 4  | Nicht in diesem Ton      | Voddi                | 1:58  |
| 5  | Popstar                  | Tilia, Barsky        | 2:45  |
| 6  | Sand                     | Voddi                | 3:08  |
| 7  | Tausend Mal Du           | Voddi, Barsky        | 2:39  |
| 8  | Versuche mich zu bessern | Barsky               | 2:45  |
| 9  | Allerbester              | Barsky, Tilia        | 2:39  |
| 10 | Groß                     | Barsky               | 3:22  |
| 11 | Nicht zu Dir             | Barsky               | 2:33  |
| 12 | Onlyfan                  | Tilia, Barsky        | 2:34  |

## Singles
Am 22. Oktober 2021 wurde mit Allerbester die erste Single des Albums veröffentlicht, bevor am 7. Januar 2022 die zweite Auskopplung Eichhörnchenschweif folgte. Am 4. Februar 2022 erschien das Lied Alarm als dritte Single. Neben Musikvideos zu den Singles wurde am Erscheinungstag des Albums auch ein Video zum Song Groß veröffentlicht.

## Rezeption
| Professionelle Bewertungen | Professionelle Bewertungen |
| -------------------------- | -------------------------- |
| Kritiken                   |                            |
| Quelle                     | Bewertung                  |
| laut.de                    | [ 3 ]                      |

Dominik Lippe von laut.de bewertete Das Ende vom Anfang mit drei von möglichen fünf Punkten. Das Album sei „ein letztes Lebewohl an eine längst untergegangene Epoche“, auf dem sich die Rapper „noch einmal an unbeschwerte Zeiten“ klammerten. Die Texte seien gespickt „mit Flachwitzen und Zweckreimen“ sowie „pubertärem Humor.“ Insgesamt könne das Album nicht nur „den wehmütigen Abgesang auf Selfmade Records“, sondern „auch das Ende der eigenen Kindsköpfigkeit – ihres biografischen Anfangs – bedeuten.“